# François Duval (pilote)
Pour les articles homonymes, voir Duval et François Duval.
François Duval, né à Chimay le 18 novembre 1980, est un pilote de rallye belge présent en compétition entre 2000 et 2010.

## Biographie
Fils d'un ancien pilote de rallye amateur, il a commencé le rallye en 1999, en remportant le challenge Saxo en Belgique. Il roule en 2000 en Mitsubishi Lancer Evolution VI Gr.N et en Toyota Celica Turbo 4WD Gr.A, voiture avec laquelle il remporte le Rallye de la Famenne et le Rallye de Sombreffe. Il grimpe ensuite les échelons et débute en 2001 en Super 1600 sur Ford Puma. Sa carrière de pilote officiel commence au rallye de Suède 2002 sur une Ford Focus WRC, avec laquelle il termine 11e. Il signe son premier meilleur temps la même année au Rallye de Chypre.
Il est ensuite pilote officiel à plein temps chez Ford pendant deux ans, aux côtés de Markko Märtin. Durant cette période, il décroche 7 podiums, mais sans parvenir à monter sur la plus haute marche.

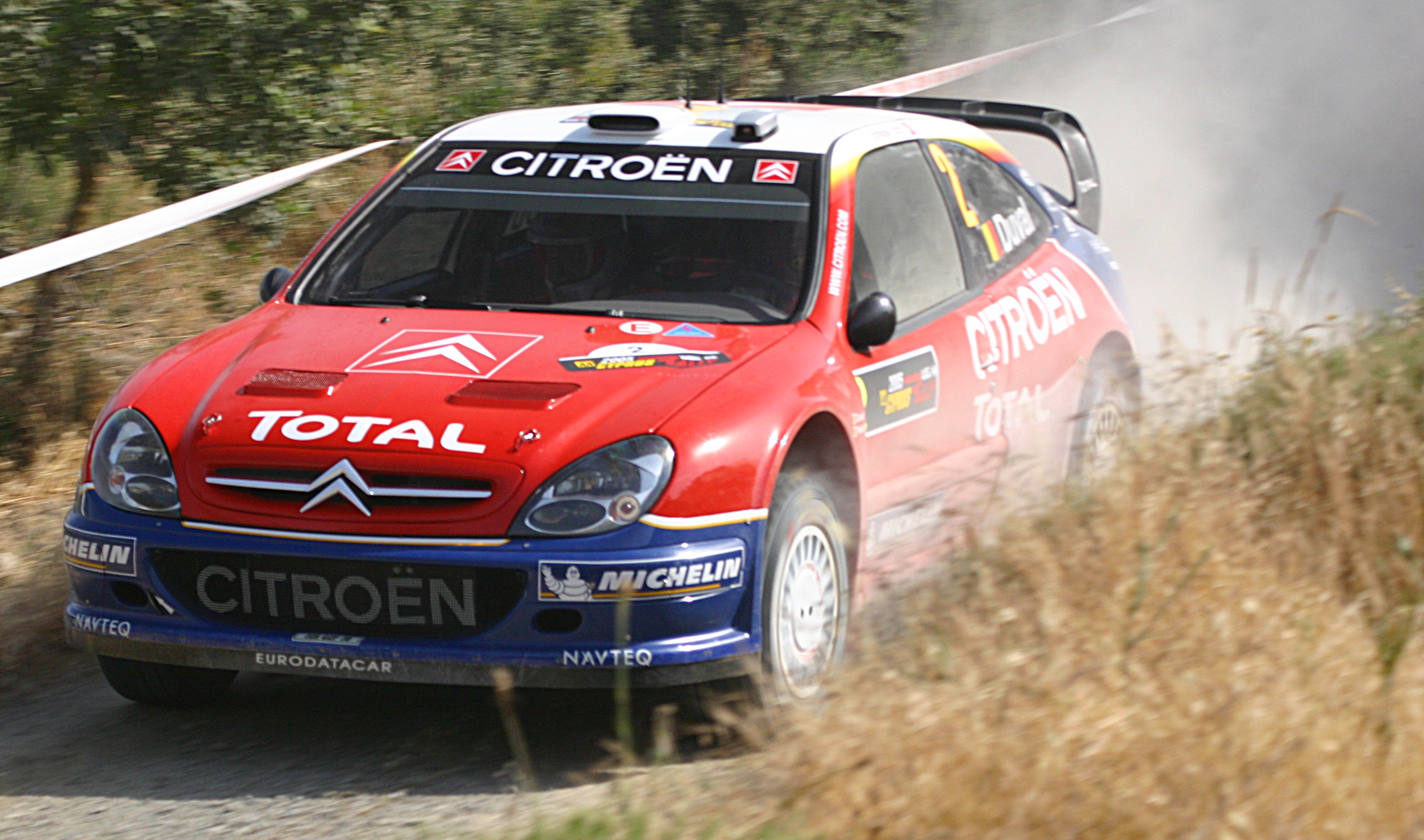
Duval au volant de sa Citroën Xsara WRC au rallye de Chypre 2005.

Pour la saison 2005, malgré une proposition tardive de prolongation avec Ford, qui avait hésité à se retirer du championnat, il rejoint l'écurie Citroën, où il fait équipe avec le champion du monde en titre Sébastien Loeb. Son début de saison est marqué par plusieurs sorties de routes et des performances décevantes par rapport à son coéquipier. Il est également en grande mésentente avec son copilote Stéphane Prévot.
Il touche le fond au rallye de Chypre : sinistre complet pour la voiture, retrait de Prévot, et mise à l'écart, remplacé par Carlos Sainz pour les rallyes de Turquie et de Grèce.
Citroën lui offre une nouvelle chance à partir du rallye d'Argentine. François Duval revient donc avec un nouveau copilote : l'expérimenté Sven Smeets. Il monte à nouveau sur la seconde marche du podium des rallyes d'Allemagne et de Grande-Bretagne.
Lors de la dernière manche de la saison, au Rallye d'Australie, François Duval remporte enfin la première victoire en rallye WRC de sa jeune carrière et devient également le premier belge à réussir cet exploit.
En 2006, François Duval se retrouve sans volant officiel mais participe à quelques manches du WRC au volant d'une Skoda Fabia WRC privée du First Motorsport. En fin de saison, il remporte également le Rallye du Condroz sur cette voiture.
En 2007, il était prévu qu'il dispute 10 manches du championnat du monde sur la Fabia du First Motorsport. Mais un problème de sponsors fait qu'il ne dispute finalement que la rallye de Grèce, où il abandonne après quelques spéciales sur problème mécanique. L'aventure Skoda terminée, François accepte l'appel de Marc Van Dalen qui désire le voir courir sur une des Citroën Xsara WRC de son équipe Kronos pour le rallye d'Allemagne, grâce notamment au soutien du Royal Automobile Club of Belgium (RACB) et du pétrolier autrichien OMV, déjà sponsor de l'équipe. Pour son vrai retour en championnat du monde, François Duval termine 2e après avoir été dans les premiers pendant tout le rallye, sur une voiture privée qu'il connait bien pour l'avoir pilotée 2 ans plus tôt.
Ce résultat amène Citroën à donner le coup de pouce nécessaire pour aligner la Xsara jaune en Espagne et en Corse. En Espagne, Duval ne peut rien contre les Citroën C4 et les Ford Focus d'usine (5e place), et au Rallye de France, une panne mécanique le prive d'une 4e place méritée.
Il termine la saison par une 2e victoire consécutive au Rallye du Condroz au volant d'une Fiat Grande Punto S2000 qu'il découvrait à peine.

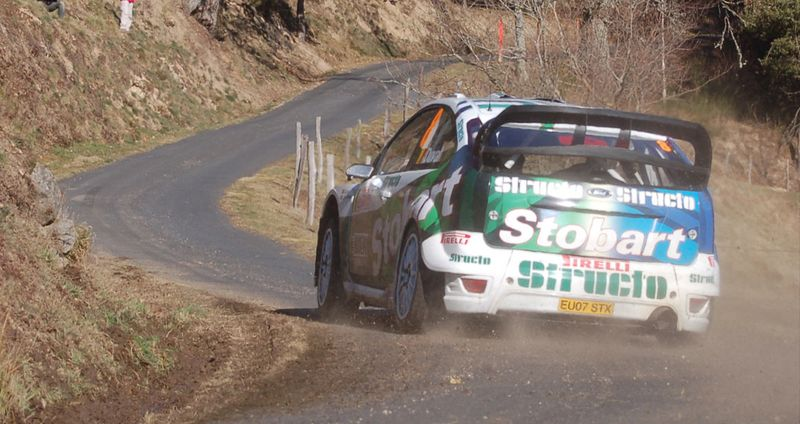
Duval au Rallye de Monte-Carlo 2008.

En 2008, grâce à l'homme d'affaires belges (et amateur de rallye) Steven Vergalle, il s'aligne au rallye de Monte-Carlo au volant d'une Ford Focus WRC 07 de l'équipe Stobart VK M-Sport. Il termine 4e à une seconde du podium. Sans volant en WRC jusqu'au rallye d'Allemagne, il dispute entre-temps le rallye du Portugal en championnat IRC, sur une Fiat Grande Punto S2000. Il abandonne sur problème mécanique après s'être battu pour la victoire.
Il fait son retour en WRC au rallye d'Allemagne sur la Ford Focus WRC 07 achetée par Steven Vergalle, toujours engagée sous la bannière Stobart VK M-Sport. Il termine à la 3e place. À la suite de la blessure de Gianluigi Galli, Duval le remplace au sein de l'équipe Stobart VK M-Sport lors du rallye de Nouvelle-Zélande (abandon sur sortie de route le dernier jour alors qu'il occupait la 4e place). Malcolm Wilson l'intègre alors dans l'équipe d'usine pour tenter de contrer les Citroën aux rallyes d'Espagne et de France.
En Catalogne, Duval ne peut rien contre Loeb et Sordo, les Citroën surclassant les Ford sur l'asphalte. Il doit en outre céder sa 3e place à son équipier Mikko Hirvonen en lutte pour le titre. Le même scénario se reproduit en Corse (3e derrière Loeb et Hirvonen).
Duval participe ensuite aux rallyes du Japon et de Grande-Bretagne. Au Japon, la fatalité est au rendez-vous : dans un virage boueux, l'auto s'empale sur un piquet mal placé et Patrick Pivato est gravement blessé.
Touché au moral, François trouve les ressources nécessaires pour s'aligner au Pays de Galles, avec l'expérimenté Denis Giraudet à côté de lui. Sa conduite très prudente lui vaut finalement une 6e place.
Finalement, il termine à la 7e place du classement mondial (derrière les 6 pilotes d'usine), en ayant disputé seulement 7 rallyes.
Malgré cela, il se retrouve à pied en 2009. En février, il participe aux Legend Boucles de Spa (9e en catégorie Legend sur Porsche 911 gr. 3), et en avril, il remporte le Rallye de Wallonie au volant d'une ancienne Toyota Corolla WRC de 1999.
En juin, il s'aligne au Rallye d'Ypres Westhoek, au volant d'une Skoda Fabia S2000 alignée par la structure René Georges Rally Sport, et copiloté par Denis Giraudet. Il sort de la route dans la première spéciale et est contraint à l'abandon après seulement 400 m de course.
Fin septembre, il prend le départ du Rallye de San Remo (IRC) au volant d'une Fiat Abarth. Victime d’une chute le jeudi 17 décembre 2009, il est transporté à l’hôpital, où on décèle une double fracture au niveau des vertèbres lombaires. Ces fractures ne se révélant pas trop graves, aucune conséquence neurologique n’est à craindre ; afin de permettre une récupération rapide et une parfaite revalidation, François devra respecter une période de repos total de 8 semaines au moins.
Cette année 2009 n'a pas été sa meilleure et 2010 ne semble pas mieux commencer pour lui, deux violentes sorties de route au Rallye d'Allemagne et au Rallye du Condroz le font réfléchir sur la suite de sa carrière. Il refuse l'offre de Proton pour disputer le championnat d'Asie et le championnat du monde en IRC avec une Proton Satria Neo S2000.
En janvier 2011 il met un terme à sa carrière professionnelle pour se consacrer à sa famille et au garage familial.
La course professionnelle terminée, François dispute encore des manches de championnat d'Europe de rallycross et des compétitions en « Historique » remportant les Legend Boucles de Spa en 2013, 2014 et 2015).

## Galerie photos

François Duval
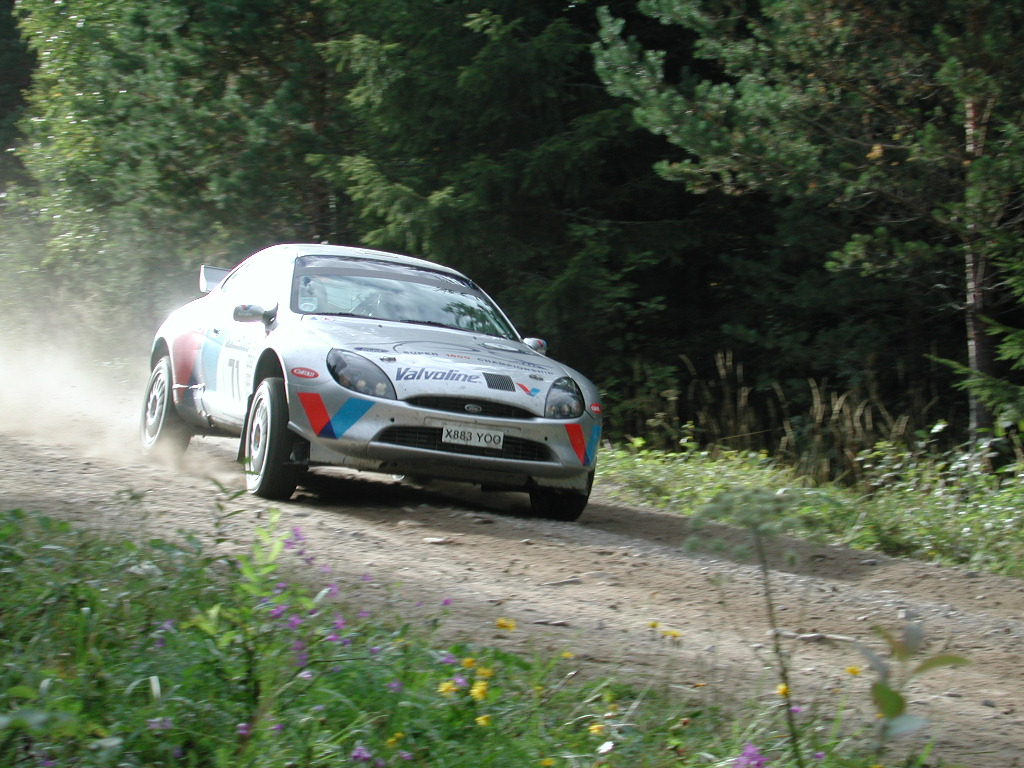
Duval au volant de sa Ford Puma au rallye de Finlande 2001
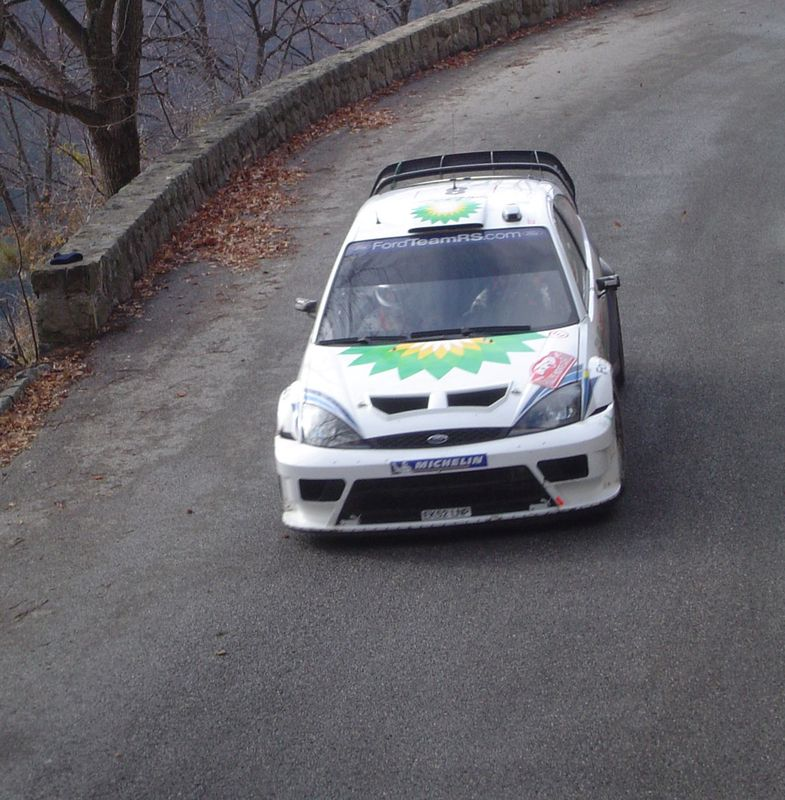
Duval au Rallye Monte-Carlo 2004...
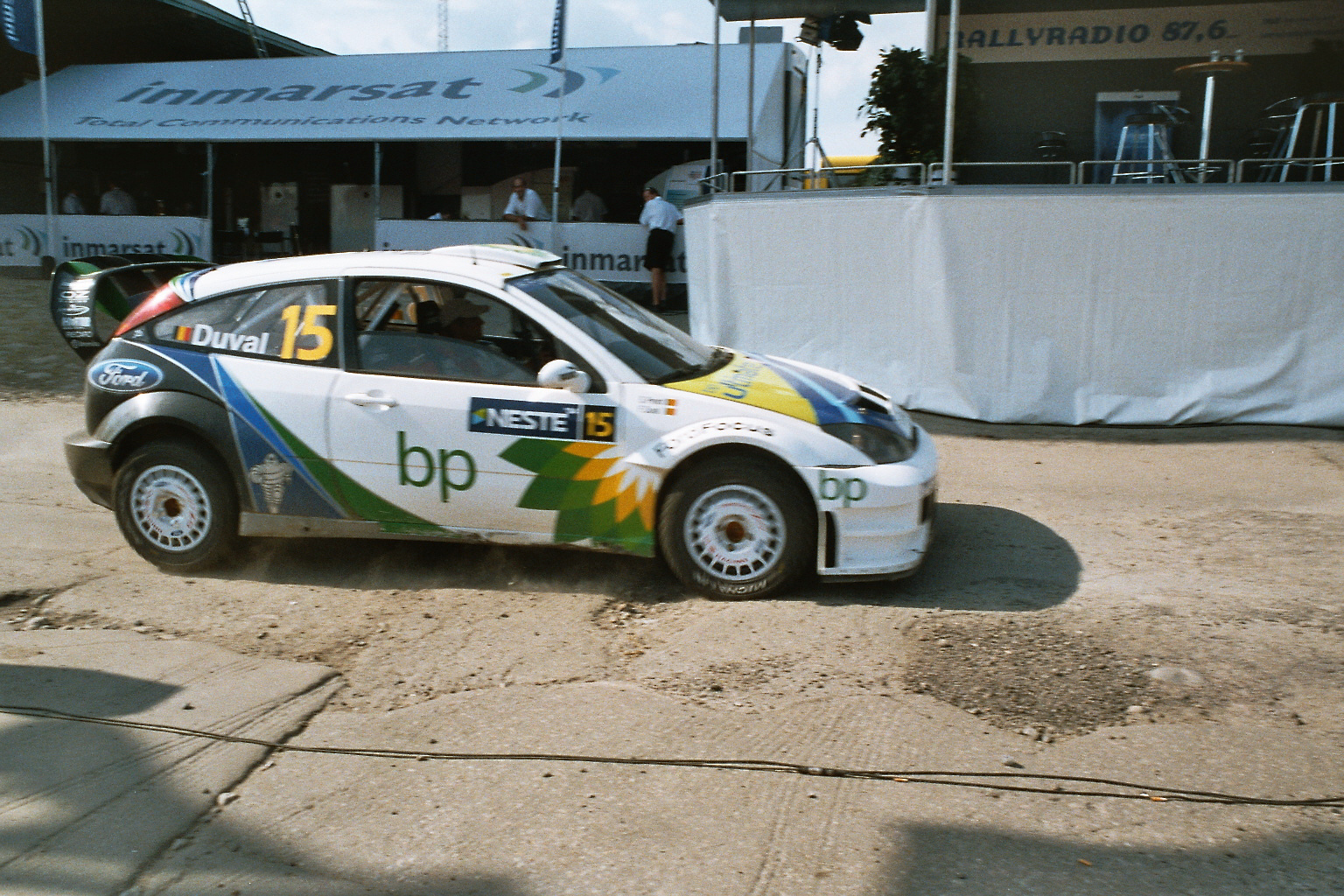
…et au Rallye de Finlande 2004
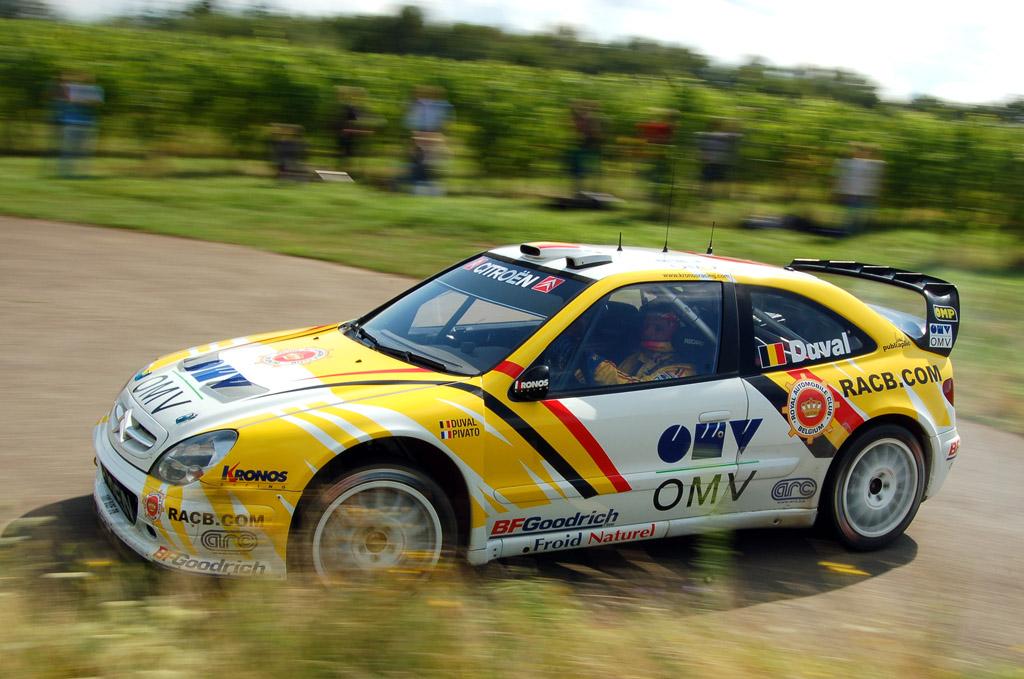
Duval au volant de sa Citroën Xsara en essai avant le rallye d'Allemagne 2007
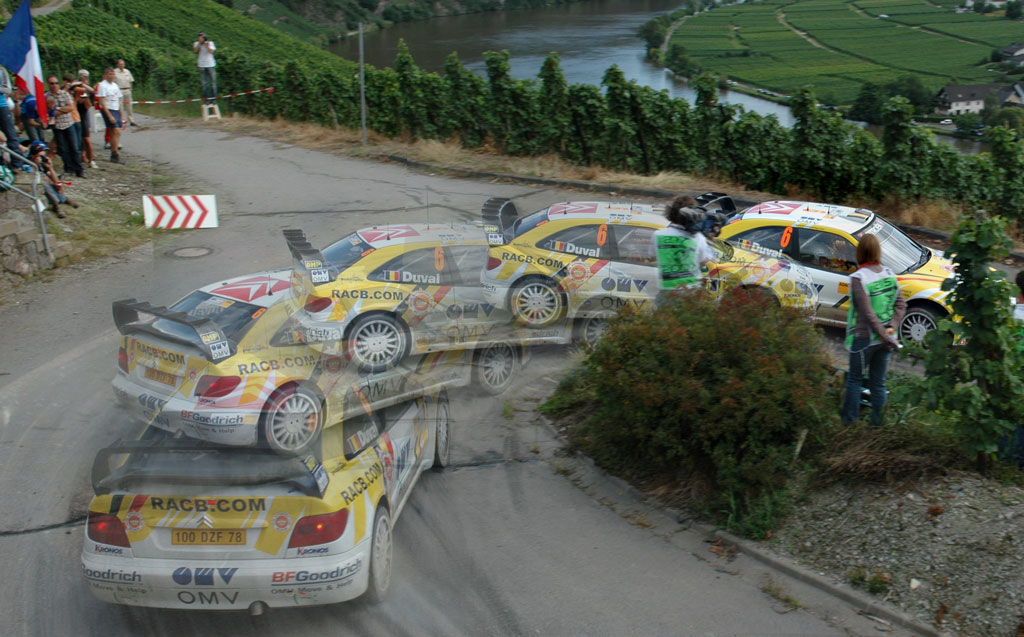
François Duval au volant de sa Xsara WRC au rallye d'Allemagne 2007

## Palmarès

### Victoires

#### Victoires en championnat du monde junior des rallyes (J-WRC)
| # | Saison | Rallye                 | Pays   | Copilote         | Voiture         |
| - | ------ | ---------------------- | ------ | ---------------- | --------------- |
| 1 | 2002   | 70e Rallye Monte-Carlo | Monaco | Jean-Marc Fortin | Ford Puma S1600 |

#### Victoires en championnat du monde des rallyes (WRC)
| # | Saison | Rallye                 | Pays      | Copilote    | Voiture           |
| - | ------ | ---------------------- | --------- | ----------- | ----------------- |
| 1 | 2005   | 18e Rallye d'Australie | Australie | Sven Smeets | Citroën Xsara WRC |

#### Autres victoires
| #  | Saison | Rallye                           | Copilote              | Voiture                        |
| -- | ------ | -------------------------------- | --------------------- | ------------------------------ |
| 1  | 2000   | Rallye de la Famenne             | Bruno Brissart        | Toyota Celica Turbo 4WD A8     |
| 2  | 2000   | Rallye de Sombreffe              | Yasmine Gérard        | Toyota Celica Turbo 4WD A8     |
| 3  | 2000   | Rallyesprint des 2 Bottes        | Lenoir A.             | Toyota Celica Turbo 4WD A8     |
| 4  | 2000   | Claudy Desoil Rally              | Lenoir A.             | Toyota Celica Turbo 4WD A8     |
| 5  | 2001   | Barretts Rally of Kent           | Jean-Marc Fortin      | Ford Puma S1600                |
| 5  | 2006   | Rallye du Condroz-Huy            | Andre Leyh            | Škoda Fabia WRC                |
| 6  | 2007   | Rallye du Condroz-Huy            | Jean-Pierre Delmelle  | Fiat Abarth Grande Punto S2000 |
| 7  | 2009   | Rallye de Wallonie               | John Muth             | Toyota Corolla WRC             |
| 8  | 2010   | Criterium Bianchi Historic Rally | Bourdeaud'Hui Anthony | BMW 323 E21                    |
| 9  | 2011   | Rally-Sprint de Cul-Des-Sart     | Delaunois Gerard      | Toyota Celica GT-Four          |
| 10 | 2012   | Bianchi Rally                    | Bourdeaud'Hui Anthony | Mitsubishi Lancer Evo IX       |
| 11 | 2013   | Legend Boucles de Spa            | Bourdeaud'hui Anthony | Ford Escort RS1800 MKII        |
| 12 | 2014   | Legend Boucles de Spa            | Bourdeaud'Hui Anthony | Ford Escort RS1800 MKII        |
| 13 | 2015   | Legend Boucles de Bastogne       | Bourdeaud'Hui Anthony | Ford Escort RS1800 MKII        |

## Résultats en championnat du monde des rallyes
| Saison     | Rallye | Rallye | Rallye | Rallye | Rallye | Rallye | Rallye | Rallye | Rallye | Rallye | Rallye | Rallye | Rallye | Rallye | Rallye | Rallye | Points | Classement final |
| ---------- | ------ | ------ | ------ | ------ | ------ | ------ | ------ | ------ | ------ | ------ | ------ | ------ | ------ | ------ | ------ | ------ | ------ | ---------------- |
| 2001       | MON    | SWE    | POR    | ESP    | ARG    | CYP    | GRE    | KEN    | FIN    | NZL    | ITA    | FRA    | AUS    | GBR    |        |        | 0      | -                |
| 2001       | -      | -      | Ab.    | Ab.    | -      | Ab.    | Dq.    | -      | Ab.    | -      | 18e    | Ab.    | 19e    | Ab.    |        |        | 0      | -                |
| J-WRC 2001 |        |        |        | Ab.    |        |        | Dq.    |        | Ab.    |        | 2e     | Ab.    |        | Ab.    |        |        | 6      | 7e (J-WRC)       |
|            |        |        |        |        |        |        |        |        |        |        |        |        |        |        |        |        |        |                  |
| 2002       | MON    | SWE    | FRA    | ESP    | CYP    | ARG    | GRE    | KEN    | FIN    | GER    | ITA    | NZL    | AUS    | GBR    |        |        | 0      | -                |
| 2002       | 17e.   | 10e.   | Ab.    | 25e.   | -      | -      | Ab.    | -      | -      | Ab.    | 20e.   | -      | -      | Ab.    |        |        | 0      | -                |
| J-WRC 2002 | 1er    |        |        | 6e     |        |        | Ab.    |        |        | Ab.    | 6e     |        |        | Ab.    |        |        | 12     | 6e (J-WRC)       |
|            |        |        |        |        |        |        |        |        |        |        |        |        |        |        |        |        |        |                  |
| 2003       | MON    | SWE    | TUR    | NZL    | ARG    | GRE    | CYP    | GER    | FIN    | AUS    | ITA    | FRA    | ESP    | GBR    |        |        | 30     | 9e               |
| 2003       | 7e     | Ab.    | 3e     | 9e     | 8e     | Ab.    | Ab.    | 7e     | Ab.    | 10e    | 5e     | 3e     | 4e     | 5e     |        |        | 30     | 9e               |
|            |        |        |        |        |        |        |        |        |        |        |        |        |        |        |        |        |        |                  |
| 2004       | MON    | SWE    | MEX    | NZL    | CYP    | GRE    | TUR    | ARG    | FIN    | GER    | JPN    | GBR    | ITA    | FRA    | ESP    | AUS    | 53     | 6e               |
| 2004       | 3e     | Ab.    | 2e     | 18e    | Ab.    | 4e     | 5e     | 3e     | 7e     | 2e     | Ab.    | 5e     | 5e     | Ab.    | Ab.    | 3e     | 53     | 6e               |
|            |        |        |        |        |        |        |        |        |        |        |        |        |        |        |        |        |        |                  |
| 2005       | MON    | SWE    | MEX    | NZL    | ITA    | CYP    | TUR    | GRE    | ARG    | FIN    | GER    | GBR    | JPN    | FRA    | ESP    | AUS    | 47     | 6e               |
| 2005       | Ab.    | 12e    | Ab.    | 4e     | 11e    | Ab.    | -      | -      | 7e     | 8e     | 2e     | 2e     | 4e     | Ab.    | 2e     | 1er    | 47     | 6e               |
|            |        |        |        |        |        |        |        |        |        |        |        |        |        |        |        |        |        |                  |
| 2006       | MON    | SWE    | MEX    | ESP    | FRA    | ARG    | ITA    | GRE    | GER    | FIN    | JPN    | CYP    | TUR    | AUS    | NZL    | GBR    | 5      | 19e              |
| 2006       | Ab.    | -      | -      | 6e     | Ab.    | -      | 8e     | 13e    | Ab.    | -      | -      | -      | 9e     | -      | -      | 8e     | 5      | 19e              |
|            |        |        |        |        |        |        |        |        |        |        |        |        |        |        |        |        |        |                  |
| 2007       | MON    | SWE    | NOR    | MEX    | POR    | ARG    | ITA    | GRE    | FIN    | GER    | NZL    | ESP    | FRA    | JPN    | IRL    | GBR    | 12     | 10e              |
| 2007       | -      | -      | -      | -      | -      | -      | -      | Ab.    | -      | 2e     | -      | 5e     | Ab.    | -      | -      | -      | 12     | 10e              |
|            |        |        |        |        |        |        |        |        |        |        |        |        |        |        |        |        |        |                  |
| 2008       | MON    | SWE    | MEX    | ARG    | JOR    | ITA    | GRE    | TUR    | FIN    | GER    | NZL    | ESP    | FRA    | JPN    | GBR    |        | 25     | 7e               |
| 2008       | 4e     | -      | -      | -      | -      | -      | -      | -      | -      | 3e     | Ab.    | 4e     | 3e     | Ab.    | 6e     |        | 25     | 7e               |
|            |        |        |        |        |        |        |        |        |        |        |        |        |        |        |        |        |        |                  |
| 2010       | SWE    | MEX    | JOR    | TUR    | NZL    | POR    | BUL    | FIN    | GER    | JPN    | FRA    | ESP    | GBR    |        |        |        | 0      | -                |
| 2010       | -      | -      | -      | -      | -      | -      | -      | -      | Ab.    | -      | -      | -      | -      |        |        |        | 0      | -                |

## Résultats enIntercontinental Rally Challenge
| 2008 | TUR | POR | BEL | RUS | POR | CZE | ESP | ITA | SUI | CHN |     |     | 0  | -  |  |  |  |  |
| 2008 | -   | Ab. | -   | -   | -   | -   | -   | -   | -   | -   |     |     | 0  | -  |  |  |  |  |
|      |     |     |     |     |     |     |     |     |     |     |     |     |    |    |  |  |  |  |
| 2009 | MON | BRA | KEN | POR | BEL | RUS | POR | CZE | ESP | ITA | JPN | SCO | 21 | 6e |  |  |  |  |
| 2009 | -   | -   | -   | -   | Ab. | -   | -   | -   | -   | Ab. | An. |     | 21 | 6e |  |  |  |  |

## Distinctions
- Quadruple Champion de Belgique des conducteurs, titre décerné par le Royal automobile Club de Belgique (RACB): 2004, 2005, 2006, et 2008.